# Pierre Weydisch

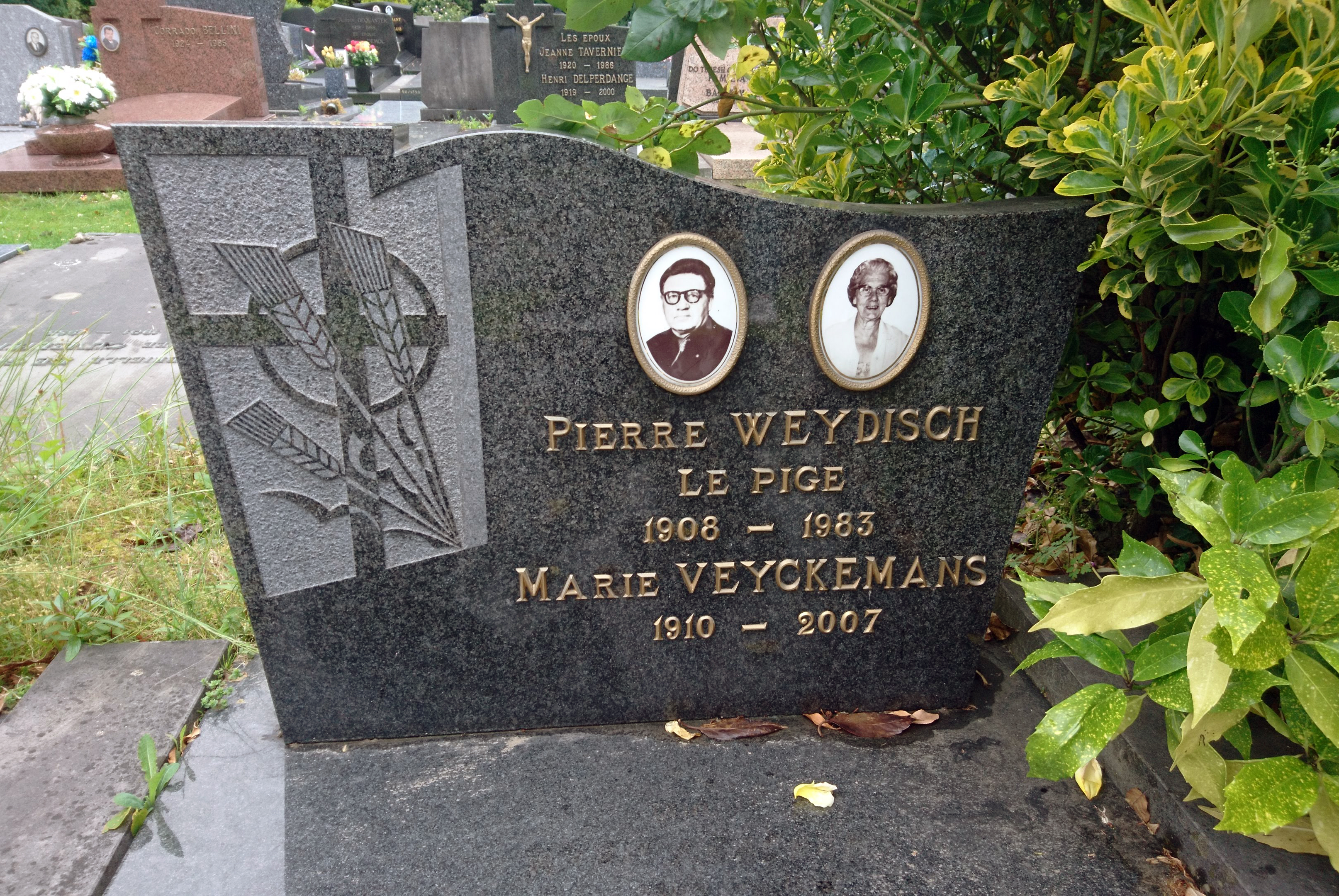
Tombe de Pierre Weydisch et de son épouse Marie Veyckemans au cimetière de Bruxelles (Evere)

Pierre "Le Pige" Weydisch, né le 30 mars 1908 à Saint-Gilles et mort le 6 mars 1983, est un joueur de football international belge qui évoluait au poste d'extérieur gauche. Il joue toute sa carrière à l'Union Saint-Gilloise et fait partie de l'équipe surnommée « Union 60 » qui reste invaincue durant 60 matches entre 1933 et 1935, remportant trois titres de champion.

## Carrière
Pierre Weydisch débute en équipe première de l'Union Saint-Gilloise lors de la saison 1926-1927. Jusqu'à la fin des années 1930, le club vit des saisons relativement anonymes en milieu de classement. Néanmoins, les résultats s'améliorent au tournant de la décennie et l'Union remporte trois titres de champion de Belgique consécutifs entre 1933 et 1935, tout en restant invaincue durant 60 rencontres. 
Grâce à ses bonnes prestations en club, Pierre Weydisch est convoqué en équipe nationale pour un match amical face à l'Allemagne le 22 octobre 1933, qui se solde par une défaite cinglante 8-1,. Il joue encore au football jusqu'en 1938 puis décide de ranger ses crampons. Il meurt en 1983 et repose au cimetière de Bruxelles à Evere.

## Palmarès
- 3 fois champion de Belgique en 1933, 1934 et 1935 avec la Royale Union Saint-Gilloise.

## Sélections internationales
Pierre Weydisch n'a disputé qu'une seule rencontre avec les « Diables Rouges ».
| Date       | Compétition  | Adversaire | Lieu       | Score | Remarque |
| ---------- | ------------ | ---------- | ---------- | ----- | -------- |
| 22/10/1933 | Match amical | Allemagne  | Magdebourg | 8-1   |          |